# Омер, Жан-Пьер
Жан-Пьер Оме́р (фр. Jean-Pierre Aumer; 21 апреля 1774, Страсбург — 6 июля 1833, Сен-Мартен-ан-Боск) — французский артист балета и балетмейстер.

## Биография
Жан-Пьер Омер родился в 1774 году в Страсбурге. Искусству танца учился у Жана Доберваля в Бордо. В 1898 году дебютировал в парижской Опере в балете «Дезертир». Затем исполнил партию Дон Кихота в балете «Свадьба Гамаша» Лефевра.
В 1806 году дебютировал как балетмейстер, поставил в парижском театре «Порт-Сен-Мартен» балеты: «Женни, или Тайный брак», а также «Два креола» Дарондо. Позднее работал балетмейстером в Лионе, Касселе, Вене. Будучи балетмейстером Венского придворного театра, преподавал в балетной школе, где в 1817—1820 годах среди учениц была Фанни Эльслер. С 1820 года вновь работал в Париже. Был директором балетной труппы Парижской Оперы с 1820 по 1831 год. Также в 1827—1831 годах руководил балетной школой Парижской оперы. 
Как балетмейстер был последователем искусства Доберваля, пропагандировал его демократические и реалистические тенденции, вопреки аристократическим вкусам публики Парижской Оперы.

## Постановки
Возобновил и поставил в новой редакции балеты Жана Доберваля, Жана Коралли и других балетмейстеров:
Париж
- 1808 — «Антоний и Клеопатра» Крейцера

Вена
- 1814 — «Телемак на острове Калипсо»
- 1815 — «Пажи герцога Вандомского» Гировеца
- 1821 — «Жанна д’Арк» Галленберга

Парижская опера
- 1827 — «Сомнамбула» Фердинана Герольда
- 1828 — «Тщетная предосторожность»
- 27 апреля 1829 — «Красавица спящего леса» Фердинана Герольда, либретто Эжена Скриба, в главных партиях — Мария Тальони и Лиз Нобле
- 1830 — «Манон Леско» Галеви